# Ґрунти та ґрунтові ресурси Башкортостану

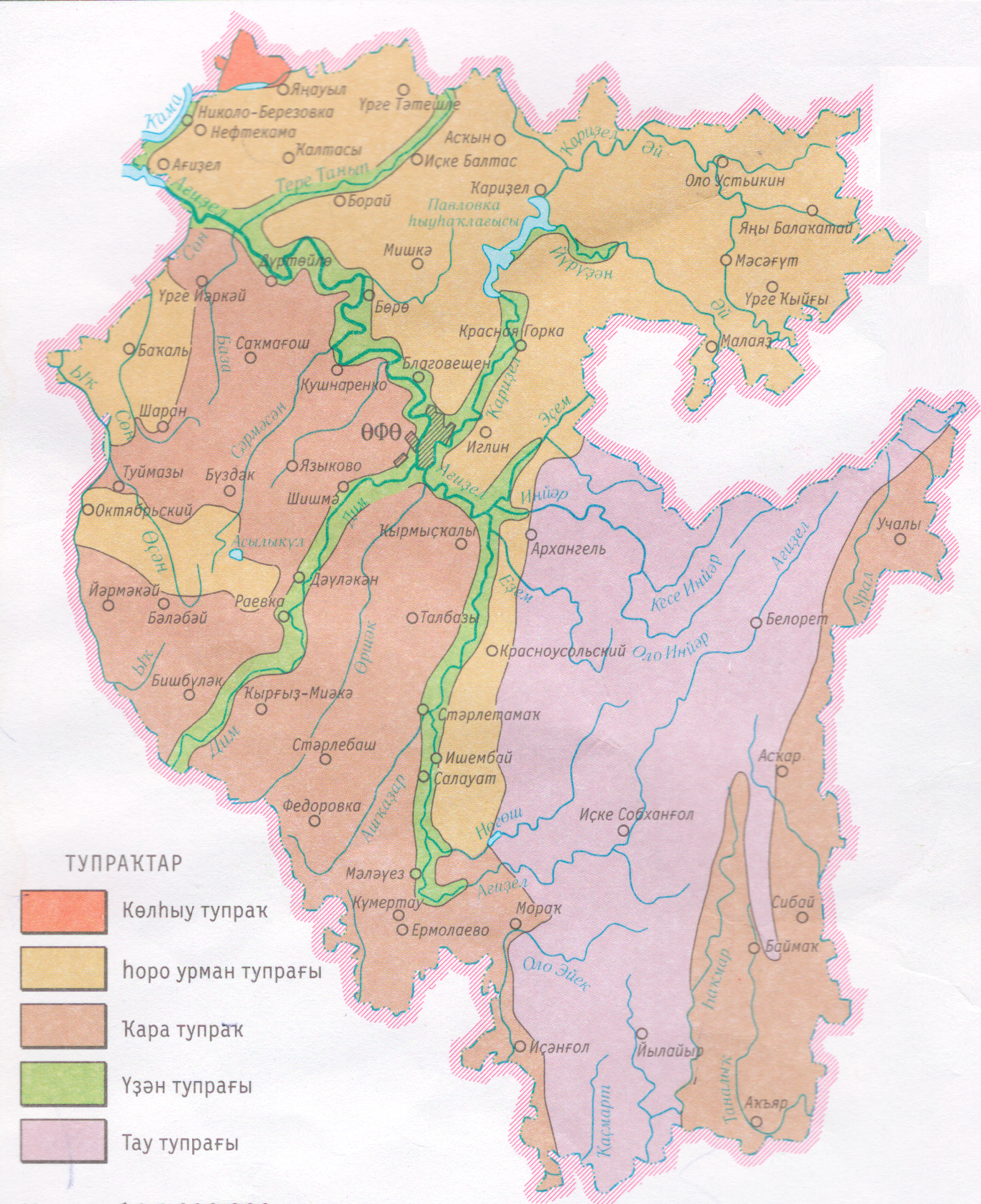

## Види ґрунтів
На території Башкортостану відрізняються чотири основні види ґрунтів: сірий лісовий ґрунт, пурпуровий ґрунт, чорний ґрунт, гірський грунт.
Близько 50 % рівнин Башкортостану складають ліси. На Уралі, у вигляді островів у темно-сірих лісових землях, дубово-березові та липові ліси чергуються із зерно-сортовими луками та різнотравно-трав'яними степами на типових та карбонатних чорних ґрунтах.

### Сірі лісові ґрунти
На півночі республіки вздовж правого берега річки Біла за гирлом Ехему починається ліс Горо, саме тут спостерігають сірі лісові ґрунти. Цей ґрунт займає верхню частину нафтового родовища республіки і характерний для лісової зони. У цій місцевості багато опадів, тому повені змивають значну частину ґрунту. Від 3-7 % сірого лісового ґрунту знаходиться в лісі..

### Пурпуровий ґрунт
Характерною особливістю лісової зони також є пурпуровий ґрунт, який спостерігається в північній частині Башкортостану і займає близько однієї десятої частини площі республіки.
Цей ґрунт поширений у теплих лісах. Сонце в такому густому лісі менше гріє землю, ґрунт повільно прогрівається, розтоплений сніг та дощ змивають ґрунт і зменшують пурпурову секрецію. Пурпурова секреція на таких ґрунтах не перевищує 3-4 %.

### Чорні ґрунти
Чорноземи широко розповсюджені в лісостепових і степових зонах, починаючи вздовж лівого берега річки Білої, та за Уралом. Цей ґрунт становить половину земельної площі республіки. Значна частина ґрунту товста, тобто півметра і більше. Секрет у тому, що зола складає близько 15 % ґрунту. Умови тут дуже сприятливі для збагачення ґрунту — підтримується помірна вологість і сонячне світло добре прогріває ґрунт.

### Гірський ґрунт
Верхня частина гірського Башкортостану характеризується маломіцними і низьколегованими гірськими ґрунтами, на які припадає 8 % площі республіки. У цьому ґрунті багато білого каменю та десятки скель, і він дуже бідний.

## Вплив людини
Ґрунтовий ресурс надає можливість вести різні види підприємництва — землеробство, рослинництво та тваринництво. Сільське господарство закладає основу для розвитку харчової промисловості. Те, що ґрунт разом із агрокліматичними ресурсами використовується у сільському господарстві, вже визначає цінність земель. І такі землі займають майже половину площі республіки. Шістдесят п'ять відсотків сільськогосподарських угідь — рілля, 34 відсотки — пасовища, а понад 0,5 відсотка — засаджені багаторічні зелені культури.

### Землі сільськогосподарського призначення
Основна площа сільськогосподарських угідь припадає на Західний Башкортостан. У деяких районах сільськогосподарські угіддя складають 80 % усієї площі. У сільському господарстві переважають площі орних земель. Більш родючі (84 тис. Га), скелясті (640 тис. Га), а також ті ґрунтові ресурси які піддані ерозії(4000 тис. Га), вони дещо знижують цінність земельних та ґрунтових ресурсів.

#### Вплив людини на ґрунт
Вплив людини на грунт має позитивні і негативні фактори. Від природної ерозії ґрунту посилюється негативний вплив і на людину. Гірські валуни часто стають проблемою для посівних площ Башкортостану. Ураганний вітер та град часто наносять пошкодження не тільки посівним культурам а й грунтам. Також часто бували випадки забруднення грунту у місцях видобутку і переробки нафти.

#### Ерозія ґрунту
В результаті діяльності людини настає ерозія ґрунтів, що зменшує площу сільськогосподарських земель. Найзабрудненіші ґрунти: на заході це частина Бугульминсько-Белебеївської височини, на півдні — навколо гірського хребта Общий сирт.
Площа вітрової ерозії орних земель посилюється на розораних ґрунтах. Ерозія землі, особливо в Туймазивському, Благоварському, Альшеєвському, Давлекановському, Біжбулякському і Західному Башкортостані помітна сильніше ніж в інших районах.
У республіці було виявлено понад 2300 масштабних ерозій ґрунту, через що близько 250 000 га. орної землі було витіснено з сільськогосподарського обігу. Приблизно половина вимитих водою шарів грунтів піддається ерозії. Дані дослідження показали, що минулого року в республіці було вимито і піддано ерозії близько 10-50 тонн ґрунтів.

#### Позитивний вплив
Хороший спосіб позбутися ерозії та деградації ґрунтів і підвищити його продуктивність вже впроваджується в республіці. Застосовується система обробітку ґрунту: висаджуються лісові посадки, застосовуються засоби для оранки без обертання борозни. Гірські схили засаджуються багаторічними травами. Роботи з прибирання снігу проводяться на схилах хребта, що допомагає зменшити ерозію ґрунту, сприяє збереженню посівних. Чергування посівів багаторічних бобових з річним оборотом посівного зерна дає хороші результати: відмічається збільшення якості грунту.

## Охорона ґрунтів
В цілях збереження ґрунтів ведеться боротьба проти шкідників посівів. Це досягається завдяки певним технологіям. однак найважливішим залишається збереження задовільного стану грунту.